# 下符桥镇
下符桥镇，是中华人民共和国安徽省六安市霍山县下辖的一个乡镇级行政单位。

## 行政区划
下符桥镇下辖以下地区：
沈家畈村、下符桥村、三尖铺村、桃园村、圣人山村和庙岗集村。